# Dragsholms slott
Dragsholms slott är ett slott i Ods härad, Dragsholms kommun på nordvästra Själland. Slottet grundades i början av 1200-talet av biskopen i Roskilde Peder Sunesen. Under 1300-talet var Dragsholm en av Danmarks starkaste borgar och kom efter reformationen att användas som statsfängelse, bland annat för de katolska biskoparna Joachim Rønnow och Ove Bille. Bland innehavare av Dragsholm märks rikskanslern Arild Huitfeldt 1509-1608, som här skrev sin Danmarckis Rigis Krønicke. I början av 1900-talet tillhörde slottet baron Zytphen-Adelaer, och 1937 köptes det av Johan Frederik Bøttger, vars släkt idag använder byggnaden som hotell.

## Slottsspöken
Dragsholm sägs vara ett av Danmarks allra mest hemsökta slott och över hundra spöken berättas gå igen på ägorna. 

### Dragsholms vita fru
En av de mest kända spökberättelserna som florerar kring Dragsholm är den om adelsfröken Celestine Mariann de Bayonne Gyldenstierne, som försvann på slottet omkring år 1550. Enligt sägnen hade hennes far Mogens Gyldenstierne bestämt att den vackra flickan skulle gifta sig med en adelsman, men Celestine hade ett hemligt förhållande med en stalldräng, som dessutom gjort henne gravid. När fadern fick reda på vad som skett lät han mura in sin dotter i slottsväggen där hon slutligen dog. I dag är Celestine känd som Vita frun, och sägs fortfarande spöka i slottets korridorer, iklädd den vita klänning hon bar natten då hon blev inmurad. Berättelsen om Celestine ansågs inte vara annat än en skröna, tills man under en renovering år 1910 hittade skelettet av en ung kvinna i en igenmurad nisch på slottet.

### Jarlen av Bothwells spöke
Ett annat spöke som berättas hemsöka Dragsholm är jarlen av Bothwells vålnad. James Hepburn, 4:e jarl av Bothwell var en engelsk adelsman som under 1500-talet tvingades gå i landsflykt, efter att ha anklagats för högförräderi. Bothwell slog sig ned i Danmark men fängslades på Dragsholms slott av kung Fredrik II. År 1578 avled han i sitt fängelse, men enligt den lokala traditionen lär man ännu kunna höra jarlens förspända kaross komma åkande på borggården.